# Аксьонкінська сільська рада
Аксьонкінська сільська рада (рос. Аксёнкинский сельский совет) — сільське поселення у складі Сєверного району Оренбурзької області Росії.
Адміністративний центр — село Аксьонкіно.

## Населення
Населення — 490 осіб (2019; 741 в 2010, 1160 у 2002).

## Склад
До складу сільської ради входять:
| Населений пункт          | Населення, осіб (2002) | Населення, осіб (2010) |
| ------------------------ | ---------------------- | ---------------------- |
| Аксьонкіно, село         | 726                    | 509                    |
| Андрієвка, присілок      | 138                    | 46                     |
| Кабаєвка, село           | 282                    | 186                    |
| Нижнє Аксьонкіно, селище | 14                     | 0                      |